# إدارة الفعاليات
تعريف إدارة الفعالية أو المناسبة (بالإنجليزية: events management)‏ الإدارة هي عملية توجيه وتخطيط وتنظيم وتنسيق ورقابة وصنع قرار باستخدام الموارد المالية والبشرية والمادية والمعلوماتية لتحقيق هدف ما بكفاءة وفعالية، وهي الفعاليات/المناسبات هي اجتماع لأشخاص في مكان معين وزمان محدد لتحقيق هدف، وإدارة الفعاليات أو إدارة المناسبات هي تطبيق الأساليب الإدارية بكفاءة وفعالية لتحقيق أهداف الاجتماع. 